# Stanhope Forbes
Pour les articles homonymes, voir Forbes (homonymie).
Stanhope Alexander Forbes, né le 18 novembre 1857 à Dublin et mort le 2 mars 1947, est un peintre de genre.

## Biographie
Deuxième fils de William Forbes et Juliette de Guise, Stanhope Alexander Forbes naît le 18 novembre 1857 à Dublin. Son père est directeur du Midland Great Western Railway (en), l'une des plus importantes compagnies de chemins de fer en Irlande,.
Il est enseigné d'abord par sa gouvernante, Sophie Moran, puis au Dulwich college lorsque sa famille déménage à Londres où il apprend le dessin sous la direction de John Sparkes. 
Il étudie ensuite à la Lambeth School of Art (en), puis à la Royal Academy, influencé par les peintres victoriens John Everett Millais et Frederick Leighton. Il poursuit ses études à Berlin, puis à Paris avec Léon Bonnat, à Montmartre, où il passe plusieurs années et installe son propre atelier rue Vernon. 
Son séjour en France terminé, il part enfin s'installer en Cornouailles. Il tient sa première exposition à la Royal Academy en 1874, est élu associé en 1892 et académicien en 1910. Dès ses débuts il obtient un succès important. En 1889 il reçoit une médaille de première classe. 
Il est nommé membre correspondant de l'Institut de France en 1905, et obtient les médailles d'or à Munich, 1895, à Paris, en 1900 (E. U.), à Berlin en 1891. M. H. à Pittsburgh, 1910.
Il meurt le 2 mars 1947.

## Œuvres
On voit de lui dans les musées : à la Tate Gallery : À la santé de la Mariée; à Birmingham : L'harmonie de village; à Liverpool : En route pour le banc de pêche (une de ses premières oeuvres); à Norwich : Sir Peter Code; à Sydney : Mignon; à Manchester, une toile. M. Stanhope Forbes est une des personnalités les plus intéressantes de l'école anglaise moderne. Il peint une importante décoration au Stock Exchange de Londres : L'Incendie de Londres.

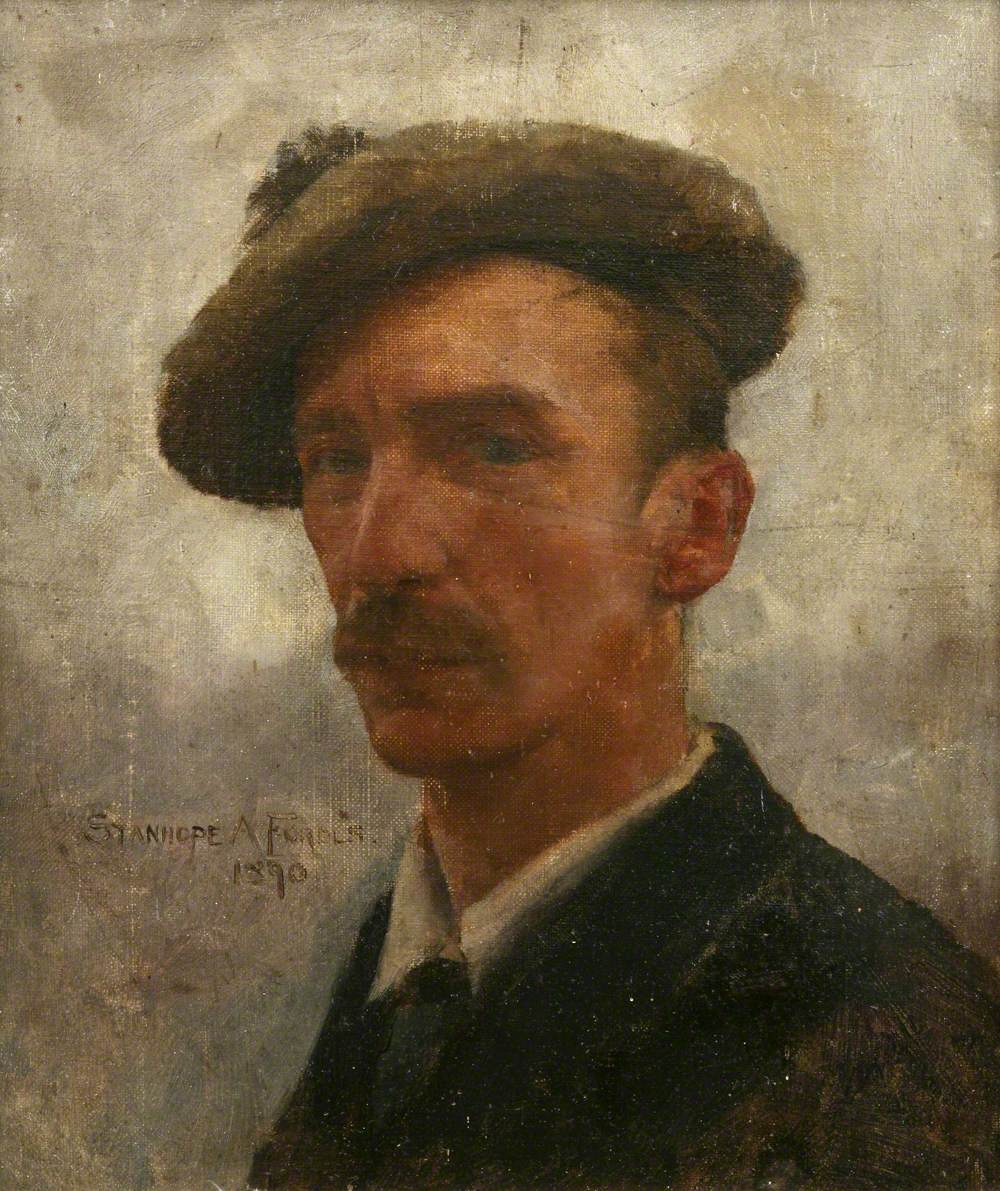
Stanhope Forbes, autoportrait (1890). Penlee House Gallery and Museum, Penzance.